# Moser Baer
Moser Baer, è il secondo produttore più grande al mondo di dischi ottici e fornisce i 12 marchi più importanti al mondo, tra cui Memorex, TDK e Verbatim. L'impresa è stata fondata a Nuova Delhi nel 1983. Il 75% del suo reddito proviene dalle esportazioni. I suoi prodotti includono CD, DVD e Blu-ray Disc (unica società non giapponese a produrne).
Ha una presenza in oltre 83 paesi, ed uffici in India, Stati Uniti ed Europa.
Le sue strutture di produzione si trovano a Noida nell'Uttar Pradesh in India.
È stato annunciato il 28 maggio 2007 la produzione dei primi dischi Blu-ray scrivibili a 8x, a una velocità di 36 MB/s.